# Плуталова улица
Плута́лова у́лица — улица в Петроградском районе Санкт-Петербурга. Проходит от Чкаловского проспекта до Большого проспекта Петроградской стороны.

## История
Эта улица была проложена в начале 1740-х годов в слободе Санкт-Петербургского гарнизонного полка. Существующее название получила на рубеже XVIII и XIX веков по фамилии землевладельца Григория Васильевича Плуталова, впоследствии (в 1820-е) — генерал-лейтенанта и коменданта Шлиссельбургской крепости. Топоним имеет в составе названия форму краткого притяжательного прилагательного женского рода.
Как и многие другие улицы в этом районе, с 1804 по 1817 год она параллельно имела «номерное» название — 17-я улица. Также вместе с некоторыми соседними улицами (Бармалеевой, Полозовой), одновременно переименованными по названиям украинских населённых пунктов, 15 декабря 1952 года Плуталова была названа Горловской улицей, но уже 4 января 1954 года этим улицам, и Плуталовой в их числе, были возвращены прежние названия.
На протяжении XVIII и почти всего XIX века Плуталова улица была застроена преимущественно деревянными строениями, перемежавшимися пустырями и огородами. Строительство многоэтажных зданий здесь началось в основном на рубеже XIX и XX веков.
В противоположность всем параллельным ей соседним улицам, нумерация по Плуталовой ведётся не от Большого проспекта, а в обратном направлении. Связано это с тем, что первоначально Плуталова улица до Большого проспекта не доходила, заканчиваясь тупиком. В 1890 году домовладельцы обратились в городскую Думу с предложением о продолжении улицы до Большого проспекта. Решение этого вопроса растянулось до 1892 года (так как надо было часть участков отчуждать из частных владений), а осуществление работ — до 1903 года.

## Здания и достопримечательности
Напротив начала Плуталовой улицы стоит корпус завода «Измеритель» (Чкаловский проспект, 50). До 1920-х годов это здание было церковью Алексия, человека Божьего при отделении Дома милосердия. Церковь была построена в 1906—1911 годах по проекту арх. Г. Д. Гримма и числилась при храме апостола Матфия на Большой Пушкарской улице. Церковь и дом милосердия имели адрес по Бармалеевой улице, идущей параллельно Плуталовой. После революции они были закрыты, а их здания капитально, до неузнаваемости, перестроены в корпус завода «Артель Прогресс-Радио» (основан 20 сентября 1928 года, ныне — завод «Измеритель»).

### От Чкаловского до Малого проспекта Петроградской стороны

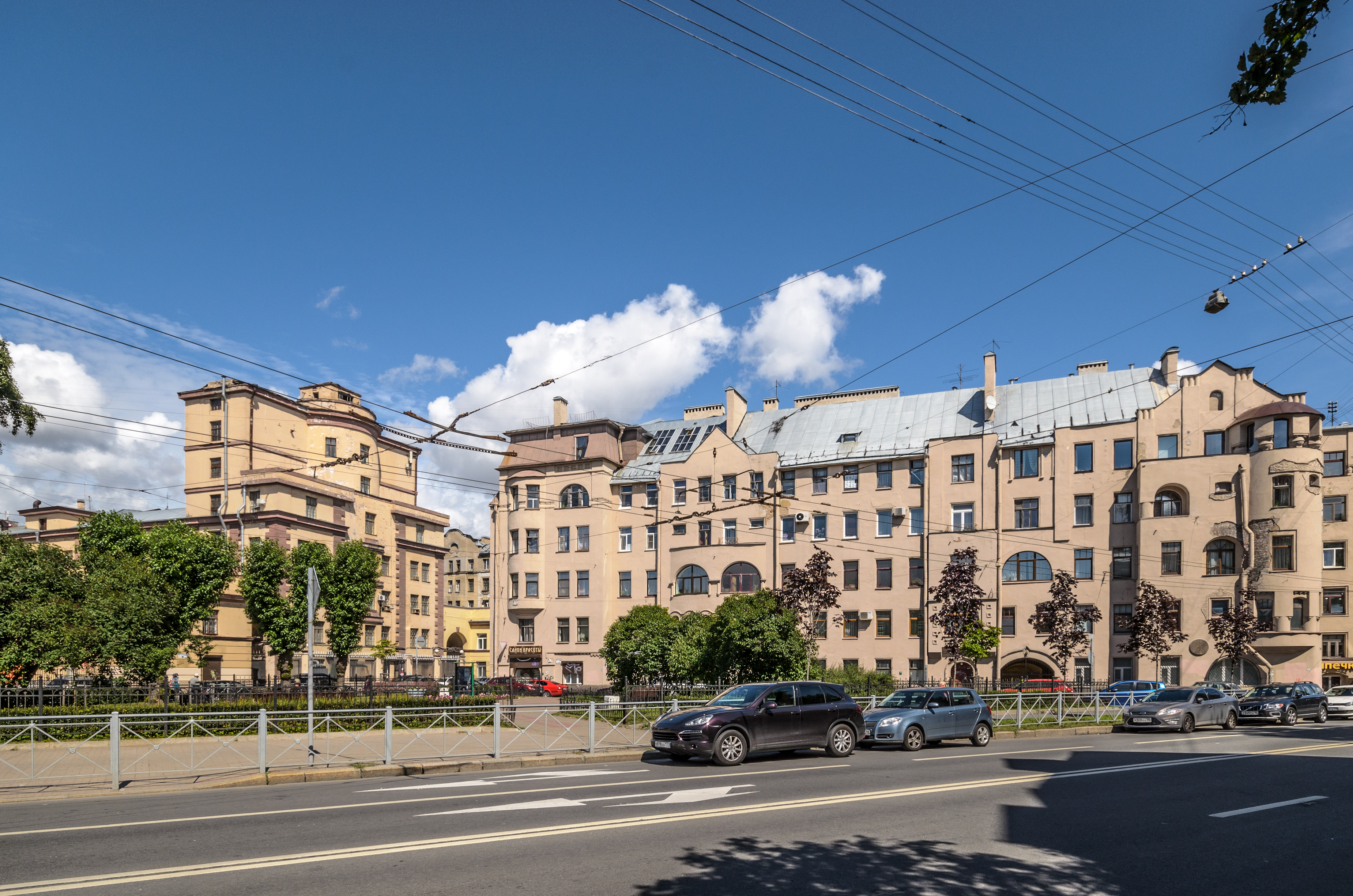
Дом 2 по Плуталовой улице с мемориальной доской Я. И. Перельману

Дом 2 / Чкаловский пр., 31 / ул. Всеволода Вишневского, 10 — доходный дом, построенный в 1911—1913 годах по проекту А. Л. Лишневского.  Это здание, построенное в сочетании «петербургского модерна» с неорусским стилем, в своё время составляло единый архитектурный ансамбль с построенным в схожем стиле храмом Алексия, человека Божия (до перестройки последнего) Дом строился для Б. Я. Купермана, но А. Л. Лишневский выкупил его во время строительства и владел им до 1918 года. Здесь жил выдающийся популяризатор науки Я. И. Перельман со своей женитьбы в 1915 году до смерти от истощения в блокадном Ленинграде.
На противоположной стороне улицы находится небольшой сквер между Чкаловским и Левашовским проспектами.
Дом 4 на углу с Левашовским проспектом — 8-этажный элитный жилой дом на 45 квартир, образец современной архитектуры (2002, архитекторы О. Б. Голынкин и В. М. Фромзель).
Дом 6 — пятиэтажный доходный дом, архитектор П. Н. Батуев, 1912.
На противоположной стороне улицы расположены районные детские сады № 64 (дом № 29 по Бармалеевой улице) и № 25 (Плуталова ул., дом 9).
Дом 11 / Малый пр. П. С., дом 82 — доходный дом 1903 года постройки, архитектор В. В. Гейне.
Дом 13 построен по проекту К. Т. Андрущенко в 1882 году, впоследствии надстроен.
Дом 14 / Малый пр. П. С., 84-86 / Ординарная улица, 16 — жилой дом специалистов «Свирьстроя» (архитектор И. Г. Явейн, 1933—1938) .

### От Малого до Большого проспекта Петроградской стороны
Дом 16 / Малый пр. П. С., дом № 77-79 — образец сталинской архитектуры (арх. Я. И. Лукин, 1950) — признан аварийным, а участок, на котором находится это и несколько соседних зданий, предназначен под новую застройку. Ранее в этом здании находился филиал Объединённого института «Гидропроект» им. С. Я. Жука.

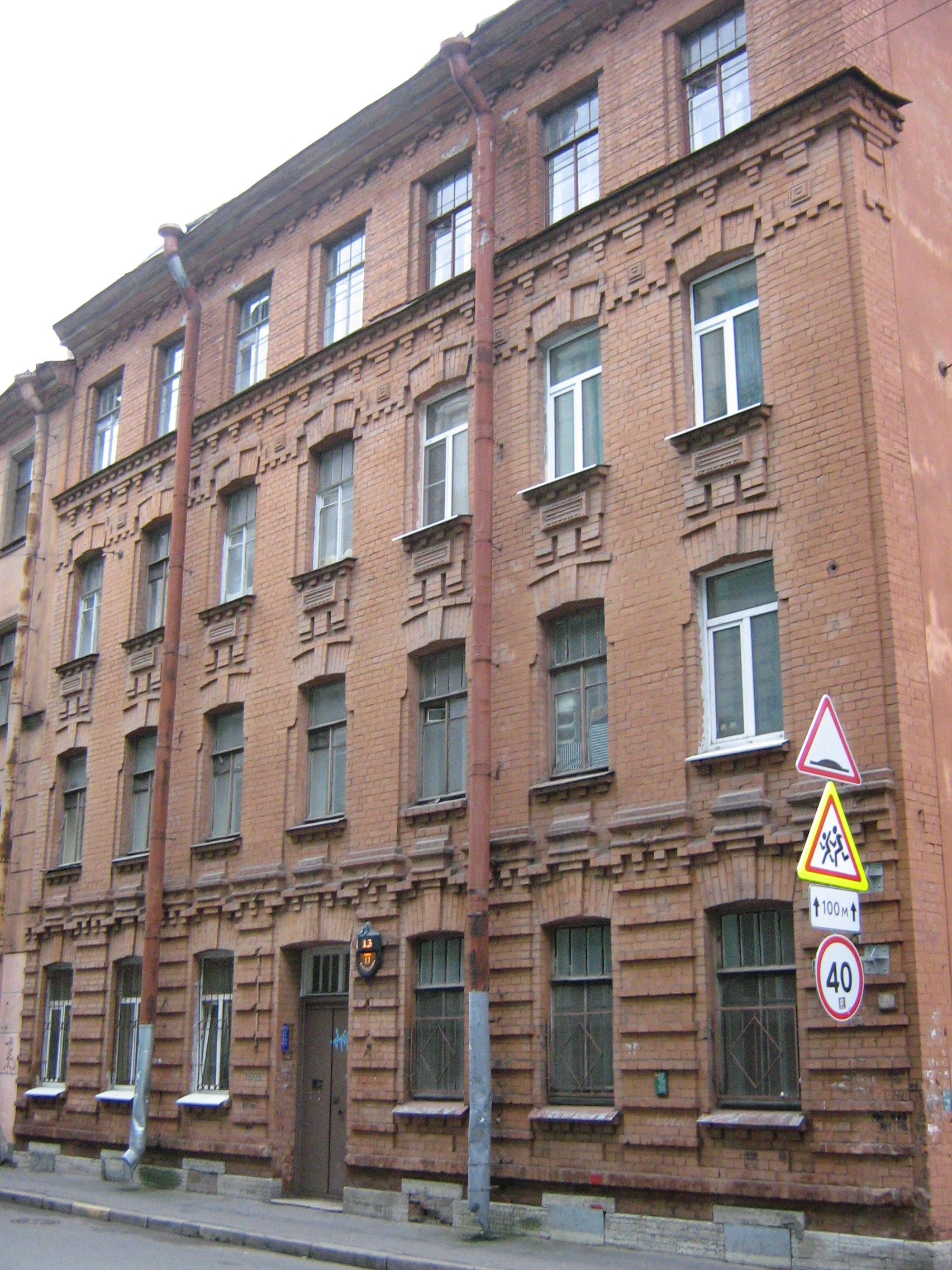
Плуталова ул., 13. О. Л. Игнатович (надстройка и расширение, 1898—1899).

На другой, нечётной стороне улицы на углу с Малым проспектом находится небольшой сквер, благоустроенный в 2007 году. К нему обращён брандмауэром дом 13, надстроенный и расширенный по проекту О. Л. Игнатовича в 1898—1899 годах (кирпичный стиль).
Дом 15 был надстроен и расширен в 1897—1898 гг. по проекту Е. С. Бикарюкова.
В доме 18 1958 года постройки жил 4-кратный чемпион Ленинграда по шахматам, заслуженный тренер России А. М. Лукин.
Дом 20 построен в 1910 году по проекту А. И. Зазерского, впоследствии перестроен. В 1936—1937 годах здесь жили художники И. Я. Билибин и его жена А. В. Щекотихина-Потоцкая.

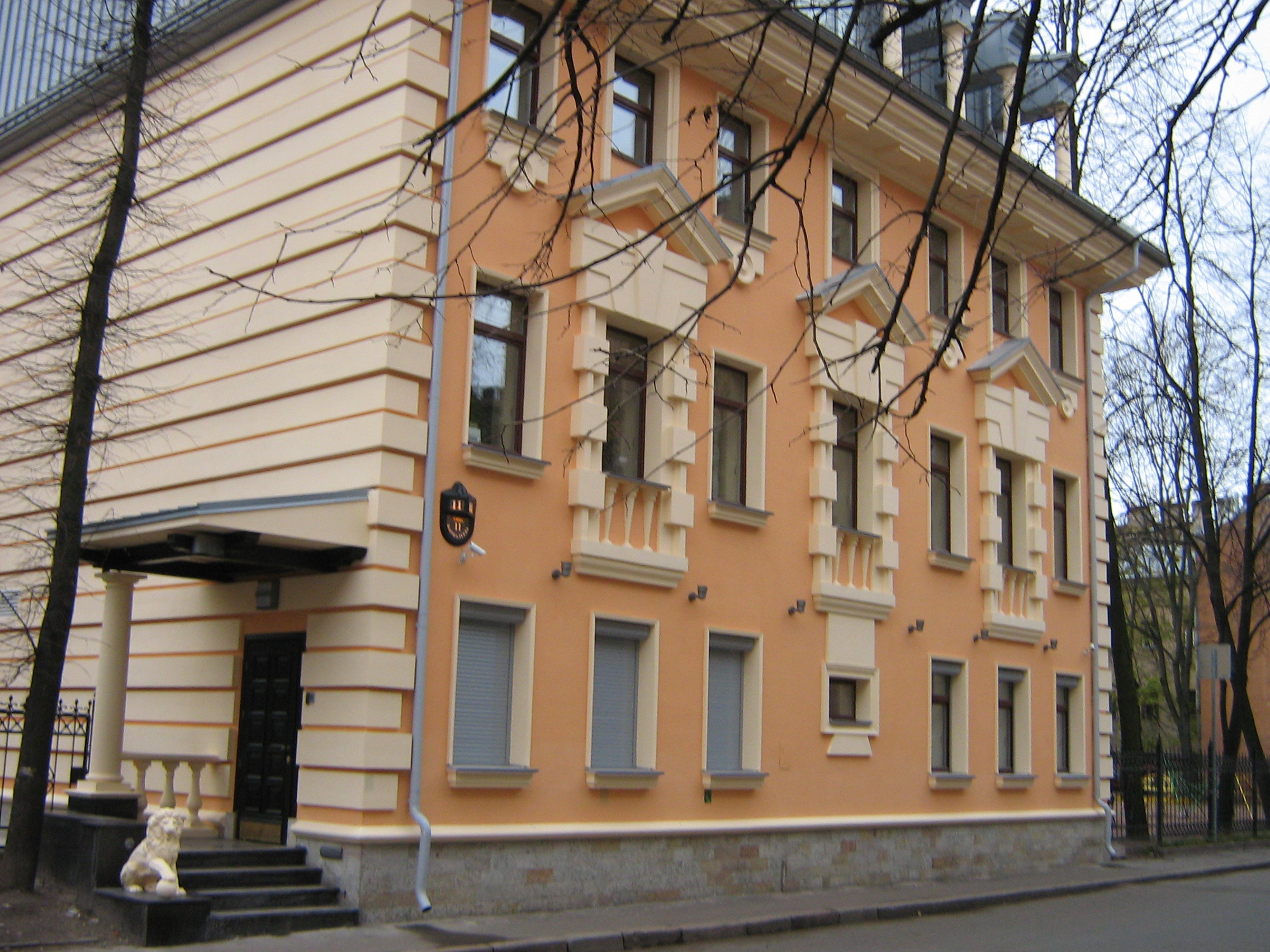
Вид с Плуталовой улицы на реконструированный дом 11 по Бармалеевой ул.

На другой стороне улицы расположен детский сад № 58 Петроградского района (Бармалеева улица, 13), а следом за ним — дом, который, хоть и выровнен по линии застройки Плуталовой улицы, имеет № 11 по Бармалеевой. В 2006—2008 годах он подвергся реконструкции, которую проводило ООО «Скалито».

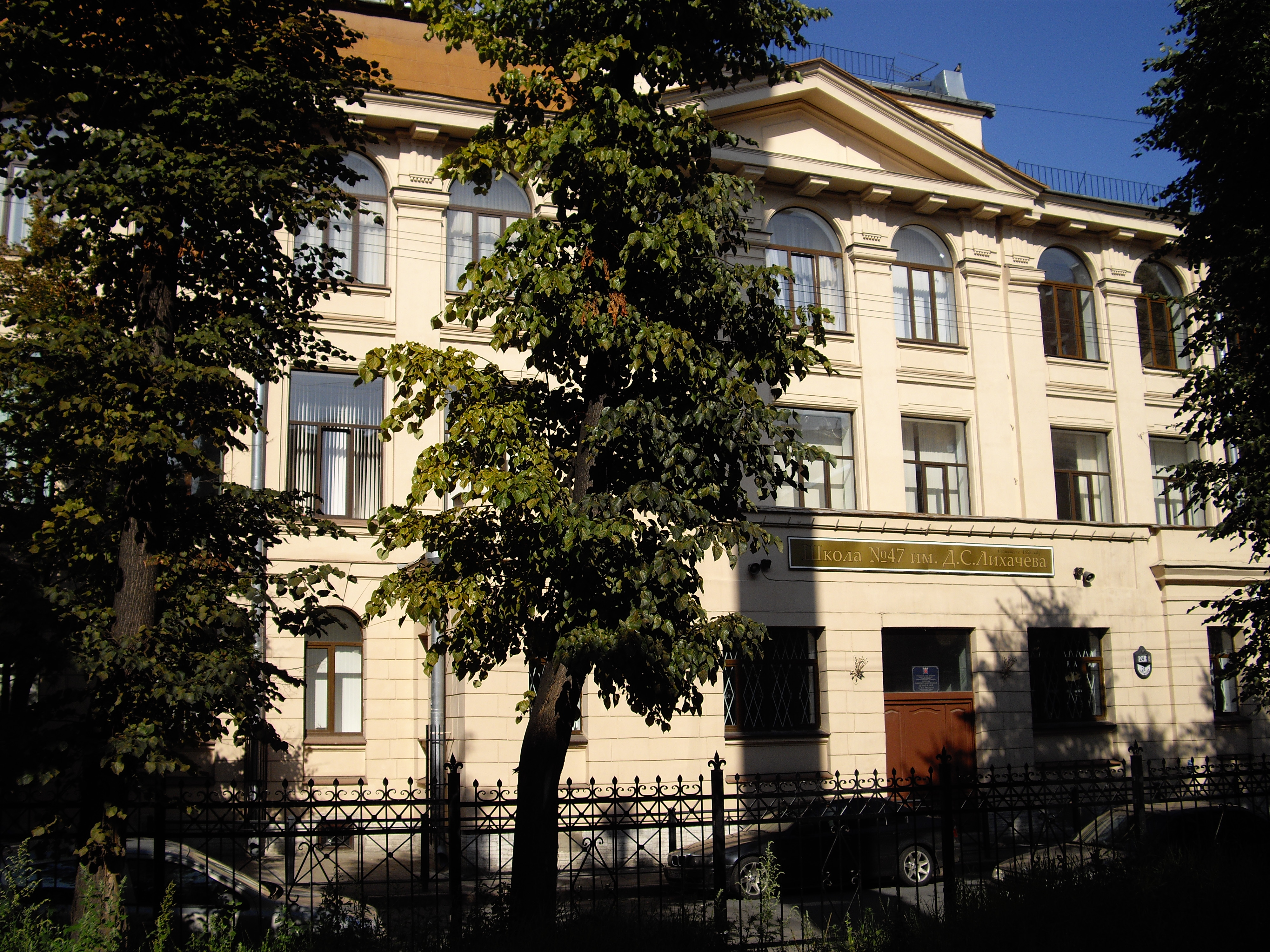
Плуталова улица, дом 24 — школа им. Д. С. Лихачёва.

Дом 24  и расположенный за ним на участке между Плуталовой и Ординарной улицей комплекс построек принадлежат средней общеобразовательной школе № 47, ведущей свою историю от Петербургского женского училища для приходящих девиц, основанного 5 декабря 1858 года и находившегося в ведении Ведомства учреждений императрицы Марии. С 1872 года это была Петровская женская гимназия. До начала XX века гимназия не имела своего постоянного помещения. В 1899 году Опекунский совет принял решение о приобретении для неё продававшегося участка вдовы генерал-майора Шкуратовой на углу Большого проспекта и Бармалеевой улицы (а вскоре здесь появилось продолжение Плуталовой улицы). Здание гимназии построено в 1905 году по проекту архитектора Г. Д. Гримма.
После Октябрьской революции Петровская гимназия была объединена с гимназией им. Л. Д. Лентовской, до 1919 года находившейся на углу Большого проспекта и Бармалеевой улицы, и преобразована в Единую советскую трудовую школу № 10. В 1930—1931 это была фабрично-заводская семилетка, затем — школа № 6 Приморского района, также в 1930-х здесь находился рабфак Автодорожного института. С 1941 года это средняя школа № 47, впоследствии носившая имя К. Д. Ушинского. В разное время это была: политехническая одиннадцатилетняя школа с производственным обучением; школа с углублённым изучением физики и математики; школа, работавшая по эксперименту «бесклассного обучения»; школа профильного обучения; гимназия № 47.
Среди выпускников этого учебного заведения — «ОБЭРИУты» А. Введенский, Л. Липавский, Я. Друскин, писатель Г. Матвеев (действие повестей которого «Семнадцатилетние» и «Новый директор» разворачивается в этой школе), скульптор В. Исаева, математик С. Соболев, дирижёр К. Элиасберг, учёный, ботаник Владимир Леонидович Леонтьев, учёный Всеволод Владимирович Ольшевский (1903—1937, расстрелян), искусствовед, сотрудник ГРМ и художник Владимир Иванович Лесючевский, художница Герта Неменова, переводчица Тамара Мейер (Введенская, Липавская), Дмитрий Иванович Мейснер — член к.-д. партии, сподвижник П. Н. Милюкова, белоэмигрант, автор книги «Путь эмигранта» (М., 1963 и 1966); музыковед М. С. Друскин, «магистр» игры «Что? Где? Когда?» А. А. Друзь и многие другие известные личности.
В мае 2000 года распоряжением губернатора Санкт-Петербурга школе № 47 присвоено имя Д. С. Лихачёва, который здесь (в трудовой школе Лентовской) учился c 1920 года и окончил её в 1923 году. В школе действует музей, ежегодно проходят ученические «Лихачёвские чтения».

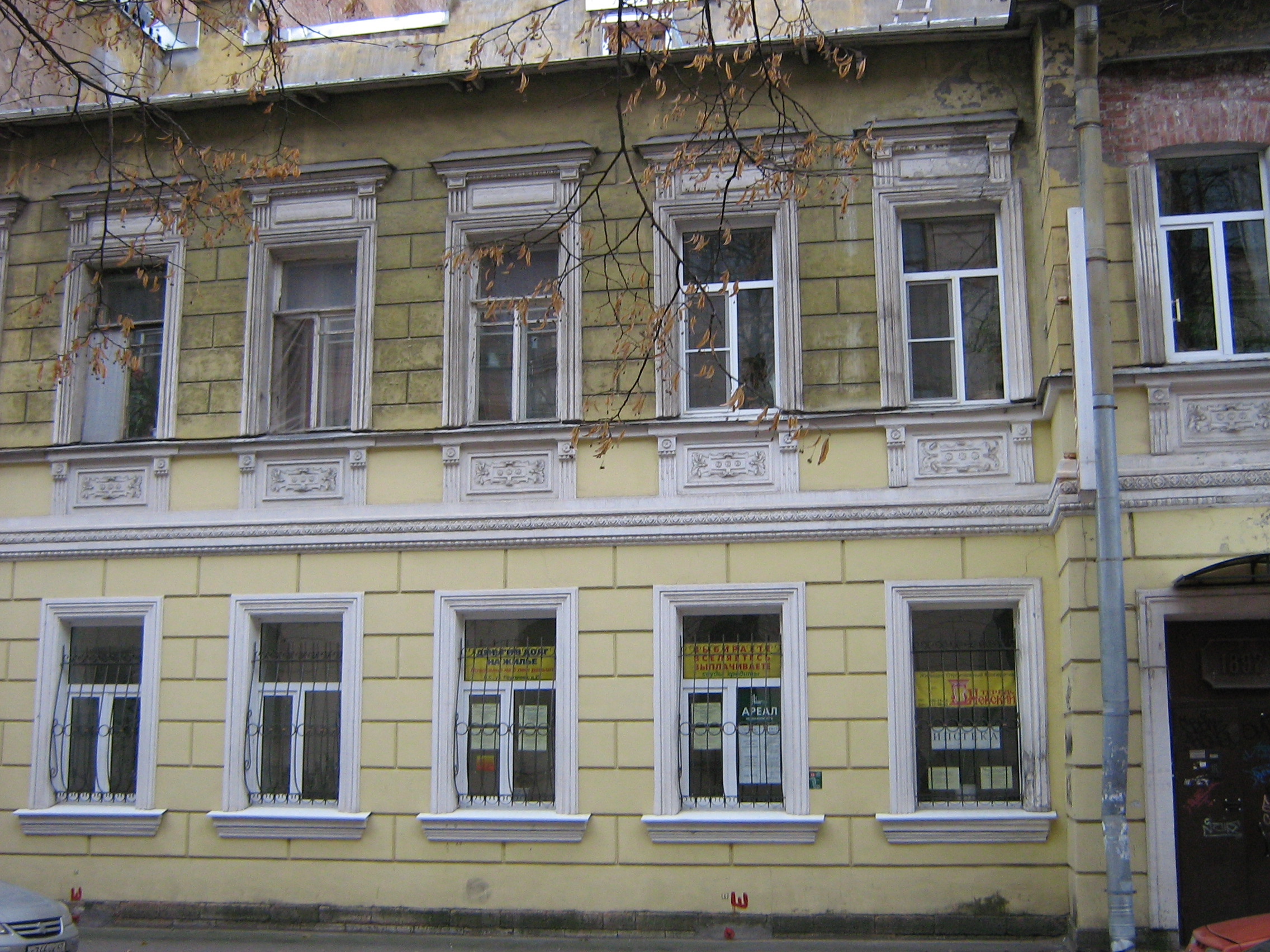
Дом 23 (Бармалеева, 7).

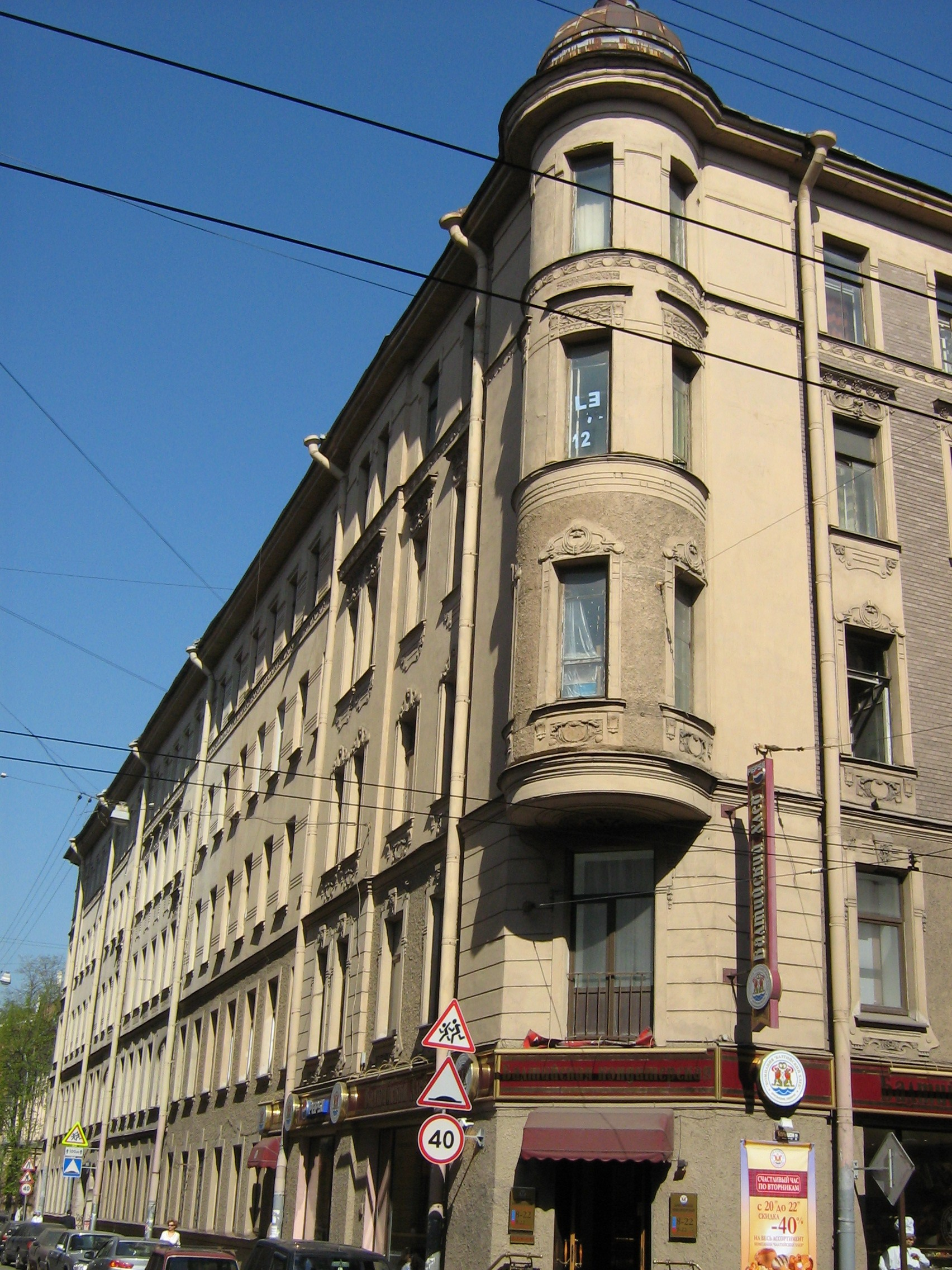
Плуталова, 26 / Большой пр. П. С., 80.

Напротив школы им. Лихачёва расположены дома с номерами 11 и 7 по Бармалеевой улице и 21 — по Плуталовой. Дом № 7 по Бармалеевой улице (он же № 23 по Плуталовой) — бывший особняк С. М. Соловьёва (арх. А. И. Ковшаров, 1904 год), один из немногих сохранившихся невысоких (2—3 этажа) жилых домов в этом районе. Оба этажа в советское время занимали коммунальные квартиры; первый этаж осенью 2002 года расселён агентством недвижимости «Ареал» под собственный офис.
Одновременно со зданием Петровской женской гимназии, и тоже по поручению Опекунского совета и по проекту Г. Д. Гримма, возведён доходный дом Ведомства учреждений императрицы Марии, занимающий участок между Плуталовой и Бармалеевой улицами и Большим проспектом — жилой дом по адресу Большой проспект, 76-78 / Бармалеева улица, 5. В этом доме с момента его постройки жили Г. Д. Гримм и его сын Герман Германович Гримм (1904—1959), тоже архитектор.
Дом 26 / Большой пр. П. С., 80 — доходный дом, построенный в 1904 году по проекту С. А. Баранкеева.

## Пересечения
- Чкаловский проспект
- Левашовский проспект
- Малый проспект Петроградской стороны
- Большой проспект Петроградской стороны